# Rize (Tee)

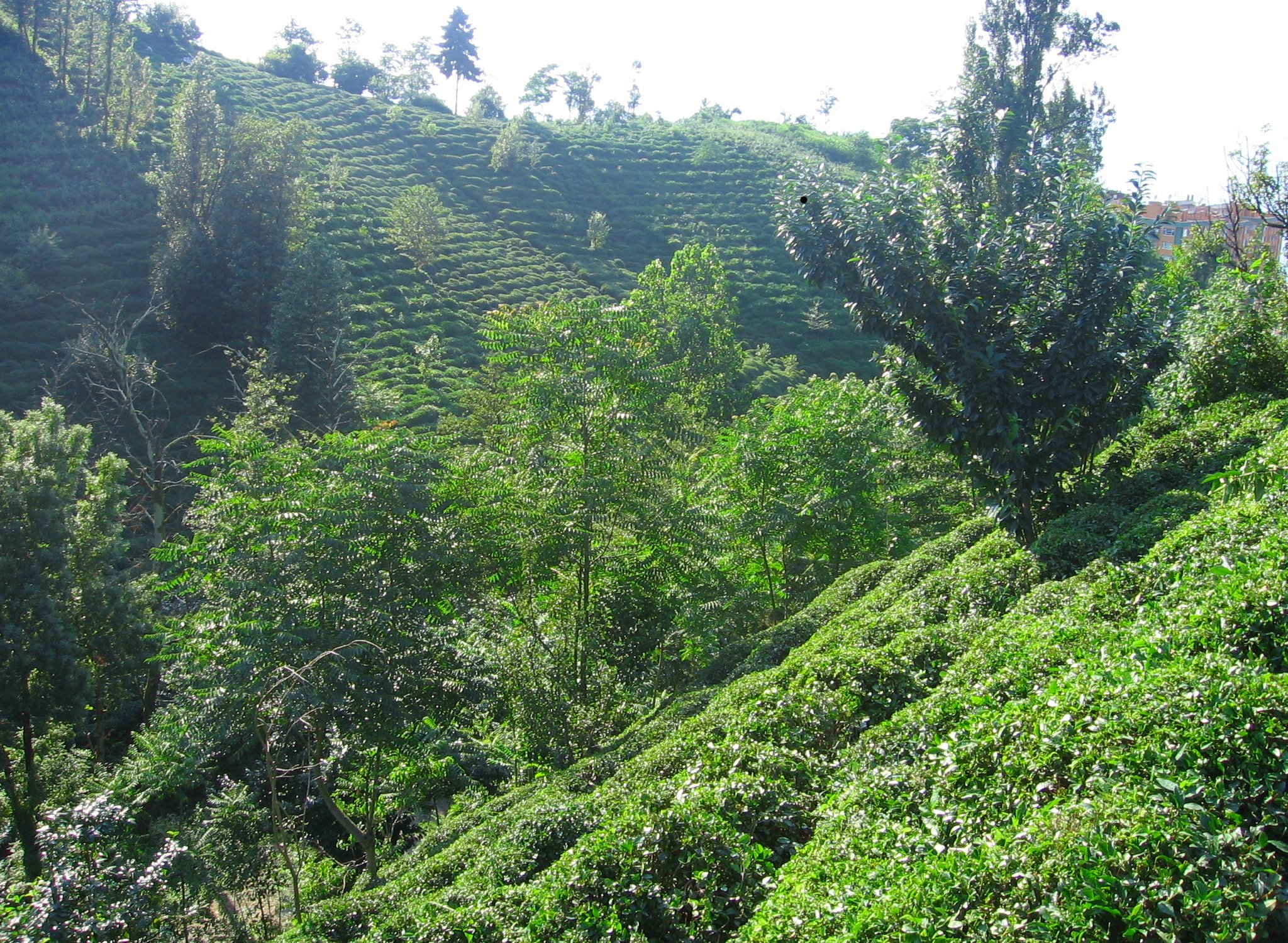
Teepflanzen an Hängen in Rize

Als Rize-Tee bezeichnet man eine Sorte des schwarzen Tees, deren Anbaugebiet im Nordosten der Türkei am Schwarzen Meer und im Kaçkar-Gebirge liegt. Den Namen hat der Tee von der Provinz Rize, die als Hauptanbaugebiet gilt. In der Region Rize werden etwa 65 % des türkischen Tees angebaut. Die Teeproduktion findet in kleinen bis mittleren, oft familiär geführten Betrieben statt und bilden die Haupteinnahmequelle der Lasen. Größter Teeproduzent ist das staatliche Unternehmen Çaykur.
Der Tee wird auf traditionelle Weise in sogenannten Çaydanlıklar gekocht und in kleinen Teegläsern serviert.

## Geschichte
Die ersten Versuche, Tee in der Türkei anzubauen, wurden im Jahr 1888 und 1892 unternommen. Dafür wurden aus Japan Samen der Teepflanze importiert und in der Provinz Bursa angebaut. Da jedoch das Klima in der Region nicht den gewünschten Ertrag ermöglichte, wurde der Teeanbau dort nicht fortgeführt.
Ursprünglich wurde in der Türkei, bzw. im Osmanischen Reich, Kaffee aus dem Jemen getrunken. Als Jemen 1918 unabhängig wurde, wurde Kaffee zum teuren Importprodukt, wodurch das politische Interesse an der Teeproduktion geweckt wurde.
Ab 1917 hat der Botaniker Ali Rıza Erten, damals auch stellvertretender Leiter der Halkalı Ziraat Mektebi Âlisi, einer Hochschule für Landwirtschaft und Ackerbau in Halkalı, eine geeignete Region gesucht und den Nordosten der Türkei für den Teeanbau ausgemacht. Am 16. Februar 1924 beschloss die türkische Nationalversammlung Tee in Rize anzubauen. Dazu wurde der Agraringenieur Zihni Derin in die Region gesandt um die Teeproduktion zu starten. Mitte der 1930er Jahre wurde beschlossen den gesamten Eigenbedarf an Tee in der Türkei zu produzieren, um dies zu erreichen wurden unter Leitung von Derin große Mengen an junger Teepflanzen aus Georgien importiert und Stecklinge angezogen. Die erste Teefabrik wurde im Jahr 1947 gebaut, was die Teeproduktion um ein Vielfaches beschleunigt hat. Derin gilt in der Türkei heute als der „Vater des Tees“.